# Liptovský Ondrej
Liptovský Ondrej (slowakisch 1948–1952 „Liptovský Svätý Ondrej“ – bis 1948 „Svätý Ondrej“; deutsch Andreasdorf, ungarisch Szentendre) ist eine Gemeinde im Norden der Slowakei mit 671 Einwohnern (Stand 31. Dezember 2024), die zum Okres Liptovský Mikuláš, einem Teil des Žilinský kraj gehört und zur traditionellen Landschaft Liptau gezählt wird.

## Geographie
Die Gemeinde befindet sich im Talkessel Liptovská kotlina (Teil der größeren Podtatranská kotlina) unterhalb des Bergs Baranec (2185 m n.m.) in der Westtatra, am Zusammenfluss der Bäche Konský potok und Trnovec, im Einzugsgebiet der Waag. Das Ortszentrum liegt auf einer Höhe von 680 m n.m. und ist zehn Kilometer von Liptovský Mikuláš entfernt.
Nachbargemeinden sind Konská im Norden, Jakubovany im Nordosten, Jamník im Süden, Beňadiková und Liptovský Mikuláš (Stadtteil Okoličné) im Südosten und Veterná Poruba im Westen.

## Geschichte
Der Ort entstand auf dem damaligen Gebiet des Dorfes Uhorská Ves, wo Grenzwächter für den ungarischen Staat wohnten. Zum ersten Mal wurde Liptovský Ondrej 1332 als S. Andreas schriftlich erwähnt und erhielt den Namen nach der gotischen Andreaskirche, die gegen Ende des 13. Jahrhunderts errichtet wurde. Das Dorf gehörte zum Geschlecht Andreánszky. 1828 zählte man 41 Häuser und 301 Einwohner, die in Landwirtschaft und als Maurer und Zimmerleute beschäftigt waren.
Bis 1918 gehörte der im Komitat Liptau liegende Ort zum Königreich Ungarn und kam danach zur Tschechoslowakei beziehungsweise heute Slowakei.

## Bevölkerung
| Jahr                | 1994 | 2004     | 2014    | 2024     |
| ------------------- | ---- | -------- | ------- | -------- |
| Anzahl der Personen | 447  | 566      | 599     | 671      |
| Unterschied         |      | +26,62 % | +5,83 % | +12,02 % |

| Jahr                | 2023 | 2024    |
| ------------------- | ---- | ------- |
| Anzahl der Personen | 663  | 671     |
| Unterschied         |      | +1,20 % |

Nach der Volkszählung 2011 wohnten in Liptovský Ondrej 600 Einwohner, davon 588 Slowaken, vier Tschechen und jeweils ein Deutscher, Mährer und Pole; ein Einwohner war anderer Ethnie. Vier Einwohner machten keine Angaben. 350 Einwohner bekannten sich zur evangelischen Kirche A. B., 130 Einwohner zur römisch-katholischen Kirche, jeweils drei Einwohner zur evangelisch-methodistischen Kirche und zur orthodoxen Kirche und zwei Einwohner zur griechisch-katholischen Kirche; drei Einwohner waren anderer Konfession. 96 Einwohner waren konfessionslos und bei 13 Einwohnern wurde die Konfession nicht ermittelt.
Ergebnisse nach der Volkszählung 2001 (572 Einwohner):
| Nach Ethnie: - 98,78 % Slowaken - 1,05 % Deutsche | Nach Konfession: - 69,06 % evangelisch - 20,10 % römisch-katholisch - 9,79 % konfessionslos - 0,52 % keine Angabe |

## Bauwerke
- römisch-katholische Andreaskirche im gotischen Stil aus dem Ende des 13. Jahrhunderts, mit dem 1647 erbauten Turm
- evangelische Kirche
- Landschloss aus dem 17. Jahrhundert, mehrmals umgebaut